# گوتلیب رونینسون
گوتلیب میخائیلوویچ رونینسون (روسی: Го́тлиб Миха́йлович Ронинсо́н؛ ۱۹۱۶ — ۱۹۹۱) بازیگر باتجربهٔ تئاتر و سینما و صداپیشه اهل روسیه بود.
او بابت فعالیت‌هایش، برندهٔ نشانِ هنرمند مردمی جمهوری شوروی فدراتیو سوسیالیستی روسیه شده بود.
از فیلم‌ها یا مجموعه‌های تلویزیونی که وی در آن‌ها نقش داشته است، می‌توان به خرگوش و سیب اشاره نمود.